# Biała Wola
Biała Wola (niem. Dittrichsdorf) – osada warmińska w Polsce położona w województwie warmińsko-mazurskim, w powiecie lidzbarskim, w gminie Lubomino.
W latach 1975–1998 miejscowość administracyjnie należała do województwa olsztyńskiego. Osada znajduje się w historycznym regionie Warmia.

## Historia
W XIX i pierwszej połowie XIX wieku majątek ziemski w Białej Woli o powierzchni 790 ha należał do rodziny Raschke. Nad jeziorem Tonka znajduje się dwór barokowo-klasycystyczny z XVIII w. Aktualnie w rękach prywatnych. 
Wieś jest sołectwem do którego należy Biała Wola i Wójtowo.